# جانلوکا گورینی
جانلوکا گورینی (ایتالیایی: Gianluca Gorini؛ زادهٔ ۱۸ اکتبر ۱۹۷۰) دوچرخه‌سوار اهل ایتالیا است.